# Dobrá
Dobrá (polska: Dobra, tyska: Dobrau) är en by och en kommun i Tjeckien. Den ligger i den östra delen av landet, 290 km öster om huvudstaden Prag. Dobrá ligger 331 meter över havet och antalet invånare är 3 163 (2016).
Terrängen runt Dobrá är platt åt nordväst, men åt sydost är den kuperad. Runt Dobrá är det tätbefolkat, med 343 invånare per kvadratkilometer. Närmaste större samhälle är Frýdek-Místek, 4,7 km väster om Dobrá. Omgivningarna runt Dobrá är en mosaik av jordbruksmark och naturlig växtlighet.